# Фриз, Дэвид
Дэвид Ричард Фриз (англ. David Richard Freese; 28 апреля 1983, Корпус-Кристи, Техас) — американский бейсболист, игрок третьей базы. Победитель Мировой серии 2011 года в составе «Сент-Луис Кардиналс».
Выступал за Университет Южной Алабамы. Был задрафтован в 2006 году в девятом раунде командой «Сан-Диего Падрес». Перед сезоном 2008 года перешёл в «Сент-Луис Кардиналс», которые выменяли его, отдав взамен Джима Эдмондса.
Дебютировал в MLB в матче-открытия 6 апреля 2009 года против «Питтсбург Пайрэтс», который завершился поражением со счётом 4-6. Дэвид заменил на третьей базе травмированного Троя Глауса. В скором времени он получил травму лодыжки и выбыл на два месяца.
В сезоне 2010 года стал основным игроком третьей базы «Кардиналс». Он провёл 70 игр, 240 раз выходил на биту, заработал 71 хит, 28 ранов, 4 хоум-рана, число RBI было равно 36.
Настоящий успех к Дэвиду пришёл в 2011 году, когда «Сент-Луис Кардиналс» выиграли Мировую серию. Дэвид был назван самым ценным игроком Мировой серии, установил рекорд Постсезона по RBI, которое было равно 21 и получил награду Бейба Рута.